# Ґуннар Тор
Ґуннар Тор (ісл. Gunnar Thor, нар. Данія) — колишній данський стронгмен, переможець змагання Найсильніша Людина Ісландії. Окрім цього, одного разу брав участь у змаганні за звання Найсильнішої Людини Світу. Після того, як він покинув стронґмен, знайшов своє покликання в бодібілдинґу.

## Життєпис
З 1992 по 1994 та з 1996 по 1998 роки вигравав змагання Геркулес Старого Міста. У 1998 році посів друге місце у змаганні за звання Найсильнішої Людини Ісландії, що відкрило йому шлях до участі в міжнародних змаганнях. Того ж 1998 року він був запрошений позмагатися за право називатися Найсильнішою Людиною Світу, однак не зміг пройти відбірковий тур. У 2000 році він зміг посісти перший щабель у змаганні за звання Найсильнішої Людини Ісландії і відповідно дістав кілька запрошень до участі в інших змаганнях, але травмувався і його місце посів Торфі Олафссон. Це ушкодження змусило Ґуннара переглянути свою спортивну кар'єру й розпочати її нову частину в бодібілдинґу. У 2001 році він виграв кілька данських змагань.